# Station Rovaniemi
Station Rovaniemi (Fins: Rovaniemen rautatieasema; Noord-Samisch: Roavvenjárgga ruovdegeaidnostašuvdna) is een treinstation in Samische plaats Rovaniemi. Het station werd in 1909 geopend en diende tot 1934 als kopstation. In 1934 werd de spoorlijn doorgetrokken naar Kemijärvi.
Het station bevat drie perrons met in totaal elf sporen. Sinds 2004 is het spoor bij het station geëlektrificeerd.